# المشرک
المشرک (به فرانسوی: Lmechrek) یک شهرک در مراکش است که در استان سیدی بنور واقع شده‌است. المشرک ۱۴٬۸۵۳ نفر جمعیت دارد.